# Trembita (spillefilm)
 For alternative betydninger, se Trembita. (Se også artikler, som begynder med Trembita)
Trembita (russisk: Трембита) er en sovjetisk spillefilm fra 1968 af Oleg Nikolajevskij.

## Medvirkende
- Jvgenij Vesnik som Bogdan Susik
- Olga Aroseva som Parasja
- Aleksej Tjernov som Atanas
- Nikolaj Trofimov som Sjik
- Ljudmila Kupina som Vasilina